# Ixtapaluca
Ixtapaluca is een stad in de deelstaat Mexico, binnen de agglomeratie Mexico-Stad. Ixtapaluca heeft 290.076 inwoners (census 2005) en ligt ten oosten van Mexico-Stad. Het is de hoofdplaats van de gemeente Ixtapaluca.
Ixtapaluca werd voor het eerst bewoond in de elfde eeuw door de Tolteken. De dynastie die Ixtapaluca bestuurde was verwant aan die van Texcoco. De ruïnes van het precolumbiaanse Ixtapaluca zijn nog steeds te bezichtigen. De naam Ixtapaluca komt uit het Nahuatl en betekent 'plaats waar het zout nat wordt'. Waarschijnlijk slaat dit op het feit dat Ixtapaluca gelegen was op de plek waar het zoete Chalcomeer aan het zoute Texcocomeer grensde.